# Puchar Świata juniorów w łyżwiarstwie szybkim 2017/2018
Puchar Świata Juniorów w łyżwiarstwie szybkim 2017/2018 był dziesiątą edycją tej imprezy. Cykl rozpoczął się w niemieckim Inzell 25 listopada 2017 roku, a zakończył się 4 marca 2018 roku w amerykańskim Salt Lake City.
Puchar Świata został rozegrany w 3 miastach, w 3 krajach, na 2 kontynentach.

## Medaliści zawodów

### Kobiety
| Lp.    | Data                 | Miejscowość    | Konkurencja              | 1. miejsce      | 2. miejsce      | 3. miejsce        |
| ------ | -------------------- | -------------- | ------------------------ | --------------- | --------------- | ----------------- |
| 1. PŚJ | 25-26 listopada 2017 | Inzell         | 1000 m (25.11)           | Jutta Leerdam   | Joy Beune       | Elisa Dul         |
| 1. PŚJ | 25-26 listopada 2017 | Inzell         | 3000 m (25.11)           | Sterre Jonkers  | Joy Beune       | Karina Achmietowa |
| 1. PŚJ | 25-26 listopada 2017 | Inzell         | Sprint drużynowy (25.11) | Holandia        | Rosja           | Japonia           |
| 1. PŚJ | 25-26 listopada 2017 | Inzell         | 500 m (26.11)            | Jutta Leerdam   | Femke Beuling   | Kurumi Inagawa    |
| 1. PŚJ | 25-26 listopada 2017 | Inzell         | 1500 m (26.11)           | Jutta Leerdam   | Elisa Dul       | Karina Achmietowa |
| 1. PŚJ | 25-26 listopada 2017 | Inzell         | Start masowy (26.11)     | Elisa Dul       | Laura Peveri    | Lemi Williamson   |
| 2. PŚJ | 27-28 stycznia 2018  | Innsbruck      | 1000 m (27.01)           | Jutta Leerdam   | Joy Beune       | Elisa Dul         |
| 2. PŚJ | 27-28 stycznia 2018  | Innsbruck      | 3000 m (27.01)           | Karolina Bosiek | Joy Beune       | Ragne Wiklund     |
| 2. PŚJ | 27-28 stycznia 2018  | Innsbruck      | Sprint drużynowy (27.01) | Holandia        | Polska          | Rosja             |
| 2. PŚJ | 27-28 stycznia 2018  | Innsbruck      | 500 m (28.01)            | Femke Beuling   | Jutta Leerdam   | Sun Nan           |
| 2. PŚJ | 27-28 stycznia 2018  | Innsbruck      | 1500 m (28.01)           | Jutta Leerdam   | Joy Beune       | Karolina Bosiek   |
| 2. PŚJ | 27-28 stycznia 2018  | Innsbruck      | Start masowy (28.01)     | Laura Peveri    | Zhao Xueqing    | Sterre Jonkers    |
| 3. PŚJ | 2-4 marca 2018       | Salt Lake City | 500 m (02.03)            | Femke Beuling   | Jutta Leerdam   | Kurumi Inagawa    |
| 3. PŚJ | 2-4 marca 2018       | Salt Lake City | 3000 m (02.03)           | Joy Beune       | Karuna Koyama   | Karina Achmietowa |
| 3. PŚJ | 2-4 marca 2018       | Salt Lake City | 1000 m (03.03)           | Jutta Leerdam   | Joy Beune       | Elisa Dul         |
| 3. PŚJ | 2-4 marca 2018       | Salt Lake City | Bieg drużynowy (03.03)   | Holandia        | Japonia         | Polska            |
| 3. PŚJ | 2-4 marca 2018       | Salt Lake City | 1500 m (04.03)           | Park Ji-woo     | Karolina Bosiek | Karuna Koyama     |
| 3. PŚJ | 2-4 marca 2018       | Salt Lake City | Start masowy (04.03)     | Park Chae-eun   | Federica Maffei | Laura Peveri      |

#### Klasyfikacje
| Lp. | Zawodniczka       | Punkty |
| --- | ----------------- | ------ |
| 1.  | Femke Beuling     | 330    |
| 2.  | Jutta Leerdam     | 300    |
| 3.  | Kurumi Inagawa    | 175    |
| 4.  | Irina Kuzniecowa  | 152    |
| 5.  | Anastazja Korkina | 134    |
| 6.  | Sun Nan           | 120    |
| 7.  | Elisa Dul         | 115    |
| 8.  | Lea-Sophie Scholz | 109    |
| 9.  | Yang Sining       | 96     |
| 10. | Kristina Silajewa | 92     |

| Lp. | Zawodniczka       | Punkty |
| --- | ----------------- | ------ |
| 1.  | Jutta Leerdam     | 350    |
| 2.  | Joy Beune         | 280    |
| 3.  | Elisa Dul         | 245    |
| 4.  | Lea-Sophie Scholz | 200    |
| 5.  | Femke Beuling     | 110    |
| 6.  | Mihaela Hogaş     | 86     |
| 7.  | Anastazja Korkina | 84     |
| 8.  | Irina Kuzniecowa  | 80     |
| 9.  | Yoon Jung-min     | 75     |
| 10. | Sun Nan           | 72     |

| Lp. | Zawodniczka           | Punkty |
| --- | --------------------- | ------ |
| 1.  | Jutta Leerdam         | 200    |
| 2.  | Karolina Bosiek       | 190    |
| 3.  | Ragne Wiklund         | 157    |
| 4.  | Lea-Sophie Scholz     | 154    |
| 5.  | Park Ji-woo           | 150    |
| 6.  | Karina Achmietowa     | 114    |
| 7.  | Karuna Koyama         | 105    |
| 8.  | Karolina Gąsecka      | 92     |
| 9.  | Jekatierina Koszelewa | 90     |
| 10. | Laura Peveri          | 86     |

| Lp. | Zawodniczka           | Punkty |
| --- | --------------------- | ------ |
| 1.  | Joy Beune             | 310    |
| 2.  | Karina Achmietowa     | 235    |
| 3.  | Karolina Bosiek       | 190    |
| 4.  | Jekatierina Koszelewa | 132    |
| 5.  | Karolina Gąsecka      | 126    |
| 6.  | Sterre Jonkers        | 124    |
| 7.  | Laura Peveri          | 121    |
| 8.  | Karuna Koyama         | 120    |
| 9.  | Lemi Williamson       | 117    |
| 10. | Ragne Wiklund         | 110    |

| Lp. | Państwo    | Punkty |
| --- | ---------- | ------ |
| 1.  | Holandia   | 350    |
| 2.  | Rosja      | 240    |
| 3.  | Polska     | 235    |
| 4.  | Japonia    | 190    |
| 5.  | Chiny      | 120    |
| 6.  | Kanada     | 75     |
| 7.  | Norwegia   | 50     |
| 8.  | Rumunia    | 44     |
| 9.  | Białoruś   | 44     |
| 10. | Kazachstan | 40     |

| Lp. | Zawodniczka       | Punkty |
| --- | ----------------- | ------ |
| 1.  | Laura Peveri      | 285    |
| 2.  | Federica Maffei   | 183    |
| 3.  | Park Chae-eun     | 150    |
| 4.  | Kristina Silajewa | 131    |
| 5.  | Natalia Jabrzyk   | 129    |
| 6.  | Kaja Gajewska     | 122    |
| 7.  | Sterre Jonkers    | 102    |
| 8.  | Elisa Dul         | 100    |
| 9.  | Lemi Williamson   | 97     |
| 10. | Viola Feichtner   | 88     |

### Mężczyźni
| Lp.    | Data                 | Miejscowość    | Konkurencja              | 1. miejsce           | 2. miejsce              | 3. miejsce          |
| ------ | -------------------- | -------------- | ------------------------ | -------------------- | ----------------------- | ------------------- |
| 1. PŚJ | 25-26 listopada 2017 | Inzell         | 1000 m (25.11)           | Jeong Seon-kyo       | Shuta Matsuzu           | Torai Ishikawa      |
| 1. PŚJ | 25-26 listopada 2017 | Inzell         | 3000 m (25.11)           | Lee Hae-young        | Francesco Betti         | Aleksandr Podolskij |
| 1. PŚJ | 25-26 listopada 2017 | Inzell         | Sprint drużynowy (25.11) | Japonia              | Rosja                   | Korea Południowa    |
| 1. PŚJ | 25-26 listopada 2017 | Inzell         | 500 m (26.11)            | Torai Ishikawa       | Rusłan Zacharow         | Samuli Suomalainen  |
| 1. PŚJ | 25-26 listopada 2017 | Inzell         | 1500 m (26.11)           | Lee Hae-young        | Lee Do-hyung            | Francesco Betti     |
| 1. PŚJ | 25-26 listopada 2017 | Inzell         | Start masowy (26.11)     | Lee Do-hyung         | Ning Zhongyan           | Gabriel Odor        |
| 2. PŚJ | 27-28 stycznia 2018  | Innsbruck      | 1000 m (27.01)           | Jeffrey Rosanelli    | Francesco Betti         | Ning Zhongyan       |
| 2. PŚJ | 27-28 stycznia 2018  | Innsbruck      | 3000 m (27.01)           | Francesco Betti      | Aleksandr Podolskij     | Hallgeir Engebråten |
| 2. PŚJ | 27-28 stycznia 2018  | Innsbruck      | Sprint drużynowy (27.01) | Włochy               | Rosja                   | Niemcy              |
| 2. PŚJ | 27-28 stycznia 2018  | Innsbruck      | 500 m (28.01)            | Jeffrey Rosanelli    | Rusłan Zacharow         | Stef Brandsen       |
| 2. PŚJ | 27-28 stycznia 2018  | Innsbruck      | 1500 m (28.01)           | Francesco Betti      | Aleksandr Podolskij     | Paul Galczinsky     |
| 2. PŚJ | 27-28 stycznia 2018  | Innsbruck      | Start masowy (28.01)     | Francesco Betti      | Janno Botman            | Ning Zhongyan       |
| 3. PŚJ | 2-4 marca 2018       | Salt Lake City | 500 m (02.03)            | Chung Jae-woong      | Rusłan Zacharow         | Park Seong-hyeon    |
| 3. PŚJ | 2-4 marca 2018       | Salt Lake City | 3000 m (02.03)           | Allan Dahl Johansson | Chung Jae-won           | Francesco Betti     |
| 3. PŚJ | 2-4 marca 2018       | Salt Lake City | 1000 m (03.03)           | Chung Jae-woong      | Koki Kubo               | Park Seong-hyeon    |
| 3. PŚJ | 2-4 marca 2018       | Salt Lake City | Bieg drużynowy (03.03)   | Rosja                | Japonia                 | Kanada              |
| 3. PŚJ | 2-4 marca 2018       | Salt Lake City | 1500 m (04.03)           | Allan Dahl Johansson | Riki Hayashi            | Paul Galczinsky     |
| 3. PŚJ | 2-4 marca 2018       | Salt Lake City | Start masowy (04.03)     | Botond Bejczi        | Conor McDermott-Mostowy | Ethan Cepuran       |

#### Klasyfikacje
| Lp. | Zawodnik           | Punkty |
| --- | ------------------ | ------ |
| 1.  | Rusłan Zacharow    | 280    |
| 2.  | Jeffrey Rosanelli  | 240    |
| 3.  | Damian Żurek       | 152    |
| 4.  | Chung Jae-woong    | 150    |
| 5.  | Park Seong-hyeon   | 145    |
| 6.  | Samuli Suomalainen | 124    |
| 7.  | Torai Ishikawa     | 100    |
| 8.  | Janno Botman       | 96     |
| 9.  | Francesco Betti    | 82     |
| 10. | Gaweł Oficjalski   | 77     |

| Lp. | Zawodnik          | Punkty |
| --- | ----------------- | ------ |
| 1.  | Rusłan Zacharow   | 186    |
| 2.  | Park Seong-hyeon  | 165    |
| 3.  | Francesco Betti   | 154    |
| 4.  | Chung Jae-woong   | 150    |
| 5.  | Jeffrey Rosanelli | 132    |
| 6.  | Koki Kubo         | 120    |
| 7.  | Gabriel Odor      | 115    |
| 8.  | Jeong Seon-kyo    | 100    |
| 9.  | Paul Galczinsky   | 93     |
| 10. | Janno Botman      | 90     |

| Lp. | Zawodnik             | Punkty |
| --- | -------------------- | ------ |
| 1.  | Francesco Betti      | 230    |
| 2.  | Paul Galczinsky      | 215    |
| 3.  | Riki Hayashi         | 180    |
| 4.  | Allan Dahl Johansson | 150    |
| 5.  | Gabriel Odor         | 143    |
| 6.  | Samuli Suomalainen   | 140    |
| 7.  | Max Reder            | 131    |
| 8.  | Aleksandr Podolskij  | 124    |
| 9.  | Siergiej Łoginow     | 118    |
| 10. | Lee Hae-young        | 100    |

| Lp. | Zawodnik             | Punkty |
| --- | -------------------- | ------ |
| 1.  | Francesco Betti      | 285    |
| 2.  | Aleksandr Podolskij  | 240    |
| 3.  | Hallgeir Engebråten  | 174    |
| 4.  | Allan Dahl Johansson | 150    |
| 5.  | Gabriel Odor         | 126    |
| 6.  | Chung Jae-won        | 120    |
| 7.  | Thomas Lande Eriksen | 116    |
| 8.  | Paul Galczinsky      | 103    |
| 9.  | Lee Hae-young        | 100    |
| 10. | Riki Hayashi         | 86     |

| Lp. | Państwo           | Punkty |
| --- | ----------------- | ------ |
| 1.  | Rosja             | 310    |
| 2.  | Japonia           | 220    |
| 3.  | Niemcy            | 210    |
| 4.  | Włochy            | 204    |
| 5.  | Holandia          | 187    |
| 6.  | Kanada            | 105    |
| 7.  | Norwegia          | 82     |
| 8.  | Stany Zjednoczone | 75     |
| 9.  | Korea Południowa  | 70     |
| 10. | Czechy            | 40     |

| Lp. | Zawodnik                | Punkty |
| --- | ----------------------- | ------ |
| 1.  | Gabriel Odor            | 200    |
| 2.  | Botond Bejczi           | 166    |
| 3.  | Ning Zhongyan           | 150    |
| 4.  | Lee Do-hyung            | 148    |
| 5.  | Janno Botman            | 140    |
| 6.  | Conor McDermott-Mostowy | 120    |
| 7.  | Ethan Cepuran           | 105    |
| 8.  | Enrico Salino           | 104    |
| 9.  | Francesco Betti         | 100    |
| 10. | Nil Llop                | 92     |